# 中国科学院国家天文台
中国科学院国家天文台 (ちゅうごくかがくいんこっかてんもんだい、National Astronomical Observatories, Chinese Academy of SciencesあるいはNational Astronomical Observatory of China, NAOC)は、中国科学院が運営する天文台である。中国科学院の4つの天文台、3つの観測所と1つの研究所を統合して2001年4月25日に設立された。国家天文台の本部は北京郊外の旧北京天文台に置かれている。天文台の統合により、アメリカ国立光学天文台やアメリカ国立電波天文台、日本の国立天文台に似た総合的な国家天文台が誕生した。

## 下部組織

### 天文台
- 北京天文台, 北京
- 上海天文台, 上海
- 紫金山天文台, 南京
- 雲南天文台, 昆明
- 新疆天文台, ウルムチ

### 観測所
- 長春人工衛星観測所, 長春

### 研究所
- 南京天文光学技術研究所, 南京

## 発行物
- 2006年11月より月刊誌『中国国家天文』を発行し、スカイ&テレスコープ誌などとの提携の元、宇宙科学と宇宙開発に関する知識の普及を行っている。